# Tungtvann
Tungtvann è stato un duo musicale norvegese formatosi nel 1999 e scioltosi nel 2007. È stato costituito dal rapper Jørgen «Jørg-1» Nordeng e dal DJ Lars «Poppa Lars» Sandness.

## Storia del gruppo
Nord og ned (2000), album in studio d'esordio del duo, ha esordito al 9º posto della VG-lista ed è stato candidato per un Spellemannprisen. Il disco successivo Mørketid (2002) è stato il loro primo progetto a raggiungere la top five norvegese.
Due anni più tardi è avvenuta la pubblicazione del terzo LP, dal titolo III: Folket bak nordavind; candidato per lo Spellemannprisen all'hip hop/R&B, si è fermato alla 13ª posizione della graduatoria della Verdens Gang. Siste skanse (2006), classificatosi 22º, è stato anch'esso in lizza per un Spellemannprisen.

## Formazione
- Jørgen «Jørg-1» Nordeng
- Lars «Poppa Lars» Sandness

## Discografia

### Album in studio
- 2000 – Nord og ned
- 2002 – Mørketid
- 2004 – III: Folket bak nordavind
- 2006 – Siste skanse

### EP
- 1999 – Reinspikka hip hop
- 2002 – Påfyll

### Raccolte
- 2010 – Nord og ned - 10 år med Reinspikka hip hop

### Singoli
- 2007 – Få det bort RMX